# Aeropuerto Nacional de la Isla de Esciros
El Aeropuerto Nacional de la Isla de Skyros (en lengua griega: Κρατικός Αερολιμένας Σκύρου) (IATA: SKU, OACI: LGSY) es un aeropuerto que da servicio a la isla de Esciros en Grecia. Está situado a 17 km al norte de la ciudad de la isla (llamada Skyros), en una zona llamada Trachi. Se inauguró en 1984 y desde entonces funciona como aeropuerto civil.

## Líneas aéreas y destinos
Las siguientes aerolíneas operan vuelos regulares y chárter en el aeropuerto de la isla de Skyros:
| Aerolíneas  | Destinos |
| ----------- | -------- |
| Olympic Air | Atenas   |
| Sky Express | Salónica |

## Base aérea de Skyros
El aeropuerto alberga el 22º Escuadrón de Misiles Guiados adscrito a la 350ª Ala de Misiles Guiados de la Fuerza Aérea Helénica y opera MIM-104 Patriot PAC-3.